# Autoflagelación

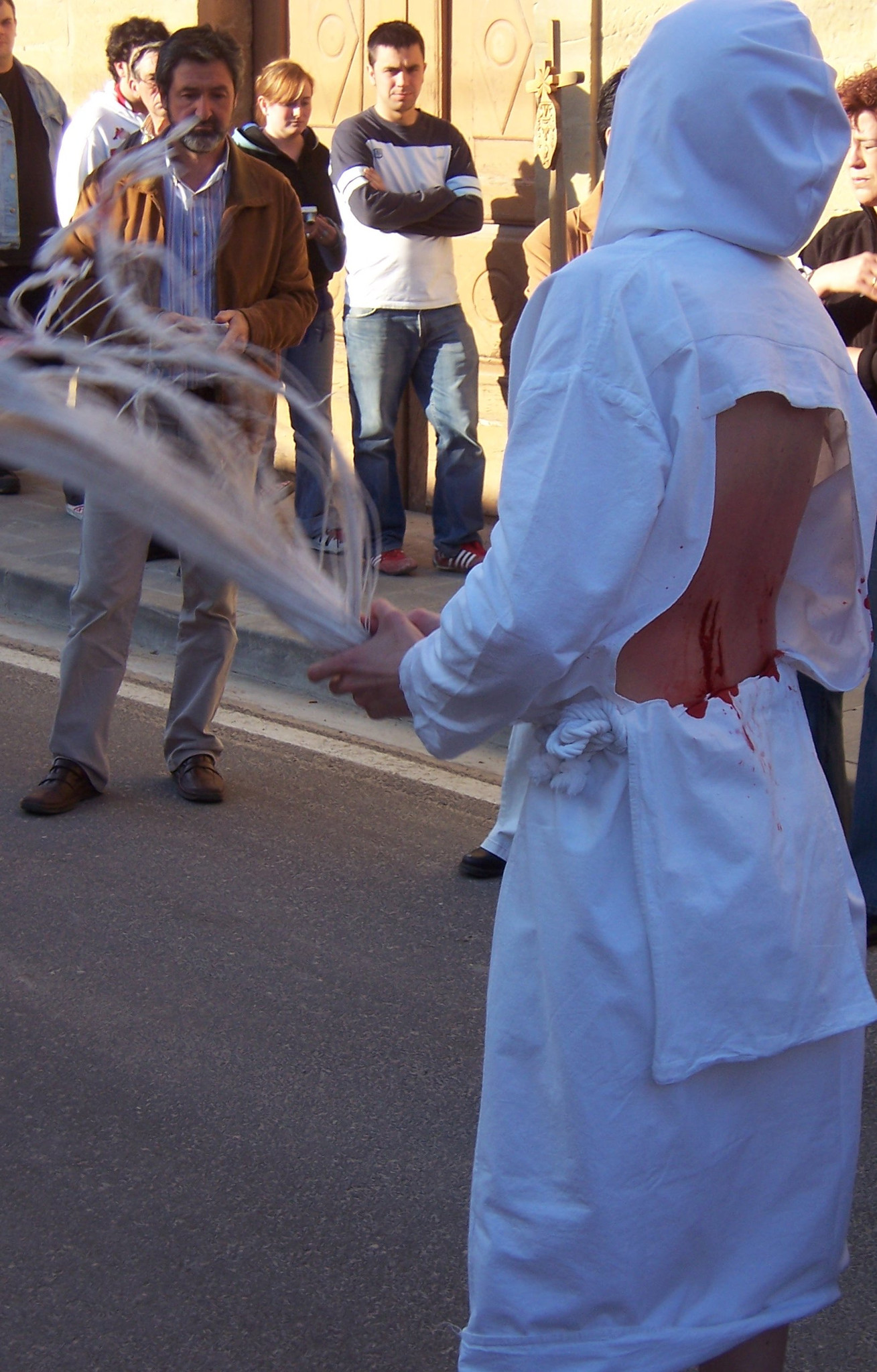
Un picao de San Vicente de la Sonsierra autoflagelándose tras haber sido picado.

La autoflagelación es una práctica de autocastigo que consiste en golpearse uno mismo repetidas veces en su cuerpo con un instrumento llamado disciplina, para experimentar dolor, presente en algunos rituales ascéticos.
El término proviene de la palabra griega autos (de por sí) y la latina flagelación (huelga con violencia).
Era común en la Edad Media, entre la gente del clero o entre los fieles, infligirse dolor con el fin de fortalecer el espíritu y la vida interior.
Durante el siglo XIII, la autoflagelación colectiva hecha por las cofradías de los Disciplinantes se llamaba Devoción.
Tradicionalmente en el mundo católico se practica en ámbitos limitados, principalmente relacionados con fraternidades cuyos miembros, durante festivales religiosos especiales, marchan a una procesión. 
En España, la cofradía de Disciplinantes más famosa son Los Picaos de San Vicente de la Sonsierra.
A nivel personal y privado fue practicado en su tiempo por Ignacio de Loyola, luego por Josemaría Escrivá y aún por los afiliados del Opus Dei.